# دانشگاه هانیانگ
دانشگاه هانیانگ (کره‌ای: 한양대학교؛ انگلیسی: Hanyang University) یک دانشگاه خصوصی پژوهشی در کره جنوبی است. پردیس اصلی در سئول واقع شده‌است و پردیس‌های اقماری آن در خوشه صنعت تحقیقات آموزش (انگلیسی: Education Research Industry Cluster) (ERICA campus)، در آنسان واقع شده‌است. هانیانگ (한양, 漢陽) از نام قدیمی شهر پایتخت سئول، که در دوران چوسان استفاده می‌شد، گرفته شده‌است.